# 삼각지붕
기하학에서 삼각지붕은 존슨의 다면체 중 하나이다(J3). 이것은 육팔면체의 절반으로 볼 수 있다.
존슨의 다면체는 정다각형 면을 가지지만 고른 다면체는 아닌 엄격히 볼록인 다면체 92개이다(즉, 플라톤 다면체, 아르키메데스의 다면체, 각기둥, 또는 엇각기둥이 아니다). 이것은 1966년에 이 다면체를 처음으로 나열한 노만 존슨의 이름을 따왔다.

## 공식
다음 부피와 표면적 공식은 모든 면이 변의 길이가 a인 정다면체일 때 쓸 수 있다:
{\displaystyle V=\left({\frac {5}{3{\sqrt {2}}}}\right)a^{3}\approx 1.17851...a^{3}}
{\displaystyle A=\left(3+{\frac {5{\sqrt {3}}}{2}}\right)a^{2}\approx 7.33013...a^{2}}

### 쌍대다면체
삼각지붕의 쌍대다면체는 삼각형 면 6개와 연꼴 면 3개를 가지고 있다:
| 삼각지붕의 쌍대다면체 | 쌍대다면체의 전개도 |
| --------------------- | ------------------- |
|                       |                     |

## 관련 다면체와 벌집
삼각지붕은 사각지붕 3개를 붙일 수 있고, 인접한 동일평면 상의 면을 만든다. 이것은 동일평면 상의 면이 있기 때문에 존슨의 다면체가 아니다. 이 동일평면 상의 면을큰 면으로 병합하면, 위상적으로 이것은 옆면이 등변 사다리꼴인 또다른 삼각지붕이다. 모든 삼각형을 유지시키고 육각형 밑면을 삼각형 6개로 바꾸면, 22개의 면을 가지는 동일평면 상의 델타다면체이다.
삼각지붕은 정팔면체와 육팔면체가 공간을 채우는 것 같이 사각뿔과/또는 정팔면체와 함께 공간 테셀레이션을 이룰 수 있다.
정다각형으로 이루어진 지붕족은 n=5 (오각형)일 때까지 존재하고, 이등변삼각형이 지붕에 사용되었을 때는 더 높다.
| n                  | 3             | 4                | 5                       | 6                         |
| 이름               | {3} \|\| t{3} | {4} \|\| t{4}    | {5} \|\| t{5}           | {6} \|\| t{6}             |
| ------------------ | ------------- | ---------------- | ----------------------- | ------------------------- |
| 지붕               | 삼각지붕      | 사각지붕         | 오각지붕                | 육각지붕 (평면)           |
| 관련된 고른 다면체 | 육팔면체 ·    | 마름모육팔면체 · | 마름모 · 십이이십면체 · | 마름모삼육각형 · 타일링 · |